# Суперкубок Румынии по футболу
Суперкубок Румынии по футболу (рум. Supercupa României) — соревнование по футболу, состоящее из одного матча, в котором играют обладатель Кубка Румынии и чемпион Румынии предыдущего сезона.

## История
Суперкубок Румынии — ежегодное соревнование, проводимое с 1994 года между чемпионом и обладателем Кубка Румынии предыдущего сезона. В некоторые годы — 1996, 1997, 2000, 2004 и 2008 — Суперкубок не проводился из-за того, что одна команда оформляла золотой дубль.
С 2010 года Федерация футбола Румынии приняла решение проводить Суперкубок в те годы, когда команда одерживает победу как в чемпионате, так и в Кубке Румынии. В таком случае соперником обладателя золотого дубля в Суперкубке становится вице-чемпион чемпионата Румынии.

## Розыгрыши
| Год  | Хозяева | Счёт                                     | Гости | Стадион                                  | Город                                    | Зрители                                  |
| ---- | --- | ---------------------------------------- | --- | ---------------------------------------- | ---------------------------------------- | ---------------------------------------- |
| 1994 | Стяуа (1) · Победитель чемпионата Румынии 1993/94 · Голы: 108′ Попа                                                                                    | 1:0 (д. в.)                              | Глория (Бистрица) Обладатель Кубка Румынии 1993/94 | Лия Манолиу                              | Бухарест                                 | 5 000                                    |
| 1995 | Стяуа (2) · Победитель чемпионата Румынии 1994/95 · Голы: - 25′ Милитару - 56′ Влэдою                                                                  | 2:0                                      | Петролул Обладатель Кубка Румынии 1994/95 | Регие                                    | Бухарест                                 | 10 000                                   |
| 1996 | Стяуа выиграл золотой дубль. | Стяуа выиграл золотой дубль.             | Стяуа выиграл золотой дубль. | Стяуа выиграл золотой дубль.             | Стяуа выиграл золотой дубль.             | Стяуа выиграл золотой дубль.             |
| 1997 | Стяуа выиграл золотой дубль. | Стяуа выиграл золотой дубль.             | Стяуа выиграл золотой дубль. | Стяуа выиграл золотой дубль.             | Стяуа выиграл золотой дубль.             | Стяуа выиграл золотой дубль.             |
| 1998 | Стяуа (3) · Победитель чемпионата Румынии 1997/98 · Голы: - 19′ Шербан - 27, 69′ Рошу - 87′ Думитреску                                                 | 4:0                                      | Рапид (Бухарест) Обладатель Кубка Румынии 1997/98 | Лия Манолиу                              | Бухарест                                 | 35 000                                   |
| 1999 | Рапид (Бухарест) (1) · Победитель чемпионата Румынии 1998/99 · Голы: - 3, 69, 72′ Раду - 25, 89′ Мэлдэрэшану                                           | 5:0                                      | Стяуа Обладатель Кубка Румынии 1998/99 | Лия Манолиу                              | Бухарест                                 | 6 000                                    |
| 2000 | Динамо (Бухарест) выиграл золотой дубль. | Динамо (Бухарест) выиграл золотой дубль. | Динамо (Бухарест) выиграл золотой дубль. | Динамо (Бухарест) выиграл золотой дубль. | Динамо (Бухарест) выиграл золотой дубль. | Динамо (Бухарест) выиграл золотой дубль. |
| 2001 | Стяуа (4) · Победитель чемпионата Румынии 2000/01 · Голы: 30, 86′ Трикэ                                                                                | 2:1                                      | Динамо (Бухарест) · Обладатель Кубка Румынии 2000/01 · Голы: 71′ Никулеску                                                                            | Лия Манолиу                              | Бухарест                                 | 50 000                                   |
| 2002 | Динамо (Бухарест) · Победитель чемпионата Румынии 2001/02 · Голы: 40′ Мунтяну                                                                          | 1:2                                      | Рапид (Бухарест) (2) · Обладатель Кубка Румынии 2001/02 · Голы: - 18′ Брату - 71′ Пержэ                                                               | Лия Манолиу                              | Бухарест                                 | 10 000                                   |
| 2003 | Рапид (Бухарест) (3) · Победитель чемпионата Румынии 2002/03 · Голы: 92′ Ницэ                                                                          | 1:0 (д. в.)                              | Динамо (Бухарест) Обладатель Кубка Румынии 2002/03 | Лия Манолиу                              | Бухарест                                 | 16 000                                   |
| 2004 | Динамо (Бухарест) выиграл золотой дубль. | Динамо (Бухарест) выиграл золотой дубль. | Динамо (Бухарест) выиграл золотой дубль. | Динамо (Бухарест) выиграл золотой дубль. | Динамо (Бухарест) выиграл золотой дубль. | Динамо (Бухарест) выиграл золотой дубль. |
| 2005 | Стяуа · Победитель чемпионата Румынии 2004/05 · Голы: - 15′ Дикэ - 44′ Якоб                                                                            | 2:3                                      | Динамо (Бухарест) (1) · Обладатель Кубка Румынии 2004/05 · Голы: - 38′ Брату - 69′ Бэлцой - 84′ Никулеску                                             | Котрочень                                | Бухарест                                 | 12 000                                   |
| 2006 | Стяуа (5) · Победитель чемпионата Румынии 2005/06 · Голы: 90′ Оприца                                                                                   | 1:0                                      | Рапид (Бухарест) Обладатель Кубка Румынии 2005/06 | Лия Манолиу                              | Бухарест                                 | 12 000                                   |
| 2007 | Динамо (Бухарест) · Победитель чемпионата Румынии 2006/07 · Голы: 116′ Дэнчулеску Пенальти: Кристя · Чиаку · Ропотан · Никулеску · Дэнчулеску · Пулхак | 1:1 (д. в.) по пен. — 5:6                | Рапид (Бухарест) (4) · Обладатель Кубка Румынии 2006/07 · Голы: 109′ Бурдужан Пенальти: Мафтей · Константин · Станку · Дикэ · Божович · Бурдужан      | Лия Манолиу                              | Бухарест                                 | 30 000                                   |
| 2008 | ЧФР Клуж выиграл золотой дубль. | ЧФР Клуж выиграл золотой дубль.          | ЧФР Клуж выиграл золотой дубль. | ЧФР Клуж выиграл золотой дубль.          | ЧФР Клуж выиграл золотой дубль.          | ЧФР Клуж выиграл золотой дубль.          |
| 2009 | Униря (Урзичени) · Победитель чемпионата Румынии 2008/09 · Голы: 50′ Фрунзэ Пенальти: Пэдурец · Русеску · Фрунзэ · Билашко · Бордяну                   | 1:1 (д. в.) по пен. — 2:3                | ЧФР Клуж (1) · Обладатель Кубка Румынии 2008/09 · Голы: 41′ Каду Пенальти: Алькантара · Дубарбьер · Кулио · Дани · Каду                               | Джиулешти-Валентин Стэнеску              | Бухарест                                 | 2 500                                    |
| 2010 | ЧФР Клуж (2) · Победитель чемпионата Румынии 2009/10 · Голы: - 12′ Кивуву - 105+2′ Дяк Пенальти: Мурешан · Пикколо · Дяк · Дикэ                        | 2:2 (д. в.) по пен. — 2:0                | Униря (Урзичени) · Вице-чемпион чемпионата Румынии 2009/10 · Голы: - 54′ (авт.) Кивуву - 98′ Маринеску Пенальти: Маринеску · Мафтей · Брендан · Марин | Константин Рэдулеску                     | Клуж-Напока                              | 10 800                                   |
| 2011 | Оцелул (1) · Победитель чемпионата Румынии 2010/11 · Голы: 14′ Буш                                                                                     | 1:0                                      | Стяуа Обладатель Кубка Румынии 2010/11 | Чахлэул                                  | Пьятра-Нямц                              | 10 800                                   |
| 2012 | ЧФР Клуж · Победитель чемпионата Румынии 2011/12 · Голы: - 36′ Валенте - 102′ Капетанос Пенальти: Капетанос · Сугу · Хора · Мурешан                    | 2:2 (д. в.) по пен. — 2:4                | Динамо (Бухарест) (2) · Обладатель Кубка Румынии 2011/12 · Голы: 52, 101′ Цукудян Пенальти: Алексе · Матей · Мунтяну · Цукудян · Григоре              | Национальный стадион                     | Бухарест                                 | 9 960                                    |
| 2013 | Стяуа (6) · Победитель чемпионата Румынии 2012/13 · Голы: - 21′ Николич - 32′ Шукала - 41′ Пинтилий                                                    | 3:0                                      | Петролул Обладатель Кубка Румынии 2012/13 | Национальный стадион                     | Бухарест                                 | 29 459                                   |
| 2014 | Стяуа · Победитель чемпионата Румынии 2013/14 · Голы: 45′ Кипчу Пенальти: Кешеру · Филип · Пырвулеску · Латовлевич                                     | 1:1 (д. в.) по пен. — 3:5                | Астра (1) · Обладатель Кубка Румынии 2013/14 · Голы: 74′ Энаке Пенальти: Гэман · Сэто · Мораиш · Лабан · Будеску                                      | Национальный стадион                     | Бухарест                                 | 10 000                                   |
| 2015 | Стяуа Победитель чемпионата Румынии 2014/15 | 0:1                                      | Тыргу-Муреш (1) · Вице-чемпион чемпионата Румынии 2014/15 · Голы: 63′ Аксенте                                                                         | Фарул                                    | Констанца                                | 13 300                                   |
| 2016 | Астра (2) · Победитель чемпионата Румынии 2014/15 · Голы: 86′ Де Аморим                                                                                | 1:0                                      | ЧФР Клуж Обладатель Кубка Румынии 2015/16 | Клуж Арена                               | Клуж-Напока                              | 9 980                                    |
| 2017 | Вииторул Победитель чемпионата Румынии 2016/17 | 0:1                                      | Волунтари (1) · Обладатель Кубка Румынии 2016/17 · Голы: 12′ Лазэр                                                                                    | Муниципальный стадион                    | Ботошани                                 | 5 532                                    |
| 2018 | ЧФР Клуж (3) · Победитель чемпионата Румынии 2017/18 · Голы: 78′ (пен.) Кулио                                                                          | 1:0                                      | Университатя Крайова Обладатель Кубка Румынии 2017/18                                                                                                 | Ион Облеменко                            | Крайова                                  | 25 852                                   |
| 2019 | ЧФР Клуж Победитель чемпионата Румынии 2018/19 | 0:1                                      | Вииторул (1) · Обладатель Кубка Румынии 2018/19 · Голы: 86′ Артян                                                                                     | Илие Оанэ                                | Плоешти                                  | 7 218                                    |
| 2020 | ЧФР Клуж (4) · Победитель чемпионата Румынии 2019/20 · Пенальти: Рондон · Кипчу · Пэун · Камора                                                        | 0:0 (д. в.) по пен. — 4:1                | ФКСБ · Обладатель Кубка Румынии 2019/20 · Пенальти: Радунович · Перияну · Шут                                                                         | Илие Оанэ                                | Плоешти                                  | 0                                        |
| 2021 | ЧФР Клуж · Победитель чемпионата Румынии 2020/21 · Пенальти: Родригес · Пэун · Костаке · Омрани                                                        | 0:0 (д. в.) по пен. — 2:4                | Университатя Крайова · Обладатель Кубка Румынии 2020/21 · Пенальти: Вагенин · Гэман · Чикылдэу · Маркович                                             | Национальный стадион                     | Бухарест                                 | 4 000                                    |
| 2022 | ЧФР Клуж · Победитель чемпионата Румынии 2021/22 · Голы: 2′ Пэун                                                                                       | 1:2                                      | Сепси (1) · Обладатель Кубка Румынии 2021/22 · Голы: - 45+3′ Матей - 85′ Рондон                                                                       | Франциск фон Нейман                      | Арад                                     | 10 571                                   |
| 2023 | Фарул Победитель чемпионата Румынии 2022/23 | 0:1                                      | Сепси (2) · Обладатель Кубка Румынии 2022/23 · Голы: 47′ Георге                                                                                       | Илие Оанэ                                | Плоешти                                  | 7 063                                    |

## Достижения

### По титулам участника
| Титул            | Побед | Поражений |
| ---------------- | ----- | --------- |
| Чемпион          | 13    | 12        |
| Обладатель кубка | 11    | 12        |
| Вице-чемпион     | 1     | 1         |

### По клубам
| Клуб                   | Побед                                  | Поражений                              |
| ---------------------- | -------------------------------------- | -------------------------------------- |
| ФКСБ                   | 6 (1994, 1995, 1998, 2001, 2006, 2013) | 6 (1999, 2005, 2011, 2014, 2015, 2020) |
| ЧФР Клуж               | 4 (2009, 2010, 2018, 2020)             | 5 (2012, 2016, 2019, 2021, 2022)       |
| Рапид (Бухарест)       | 4 (1999, 2002, 2003, 2007)             | 2 (1998, 2006)                         |
| Динамо (Бухарест)      | 2 (2005, 2012)                         | 4 (2001, 2002, 2003, 2007)             |
| Астра                  | 2 (2014, 2016)                         | -                                      |
| Сепси                  | 2 (2022, 2023)                         | -                                      |
| Вииторул               | 1 (2019)                               | 1 (2017)                               |
| Университатя (Крайова) | 1 (2021)                               | 1 (2018)                               |
| Волунтари              | 1 (2017)                               | -                                      |
| Оцелул                 | 1 (2011)                               | -                                      |
| Тыргу-Муреш            | 1 (2015)                               | -                                      |
| Петролул               | -                                      | 2 (1995, 2013)                         |
| Униря (Урзичени)       | -                                      | 2 (2009, 2010)                         |
| Глория (Бистрица)      | -                                      | 1 (1994)                               |
| Фарул                  | -                                      | 1 (2023)                               |